# Esmé MacKinnon
Esmé MacKinnon (* 2. Dezember 1913 in Edinburgh; † 9. Juli 1999) war eine britische Skirennläuferin. Sie ging als die erste Weltmeisterin in die Geschichte des alpinen Skisports ein. Bei den Weltmeisterschaften 1931 in Mürren gewann sie alle Wettbewerbe – neben Slalom und Abfahrt siegte MacKinnon auch in den beiden nicht offiziell gewerteten Wettkämpfen, der Kombination und der langen Abfahrt.
MacKinnon war zum Zeitpunkt des Slaloms 17 Jahre, 2 Monate und 17 Tage alt, in der Abfahrt um einen Tag älter – trotzdem blieb sie bis heute (Stand Januar 2018) die jüngste Abfahrtsweltmeisterin, während sie im Slalom am 8. Februar 1974 von Hanni Wenzel abgelöst wurde.
Beim Arlberg-Kandahar-Rennen 1933, ebenfalls in Mürren, gewann Esmé MacKinnon den Slalom und die Kombination.